# Phyto subalbida
Phyto subalbida är en tvåvingeart som beskrevs av Herting 1961. Phyto subalbida ingår i släktet Phyto och familjen gråsuggeflugor.
Artens utbredningsområde är Spanien. Inga underarter finns listade i Catalogue of Life.